# 聖カタリナの神秘の結婚 (パルミジャニーノ、パルマ国立美術館)

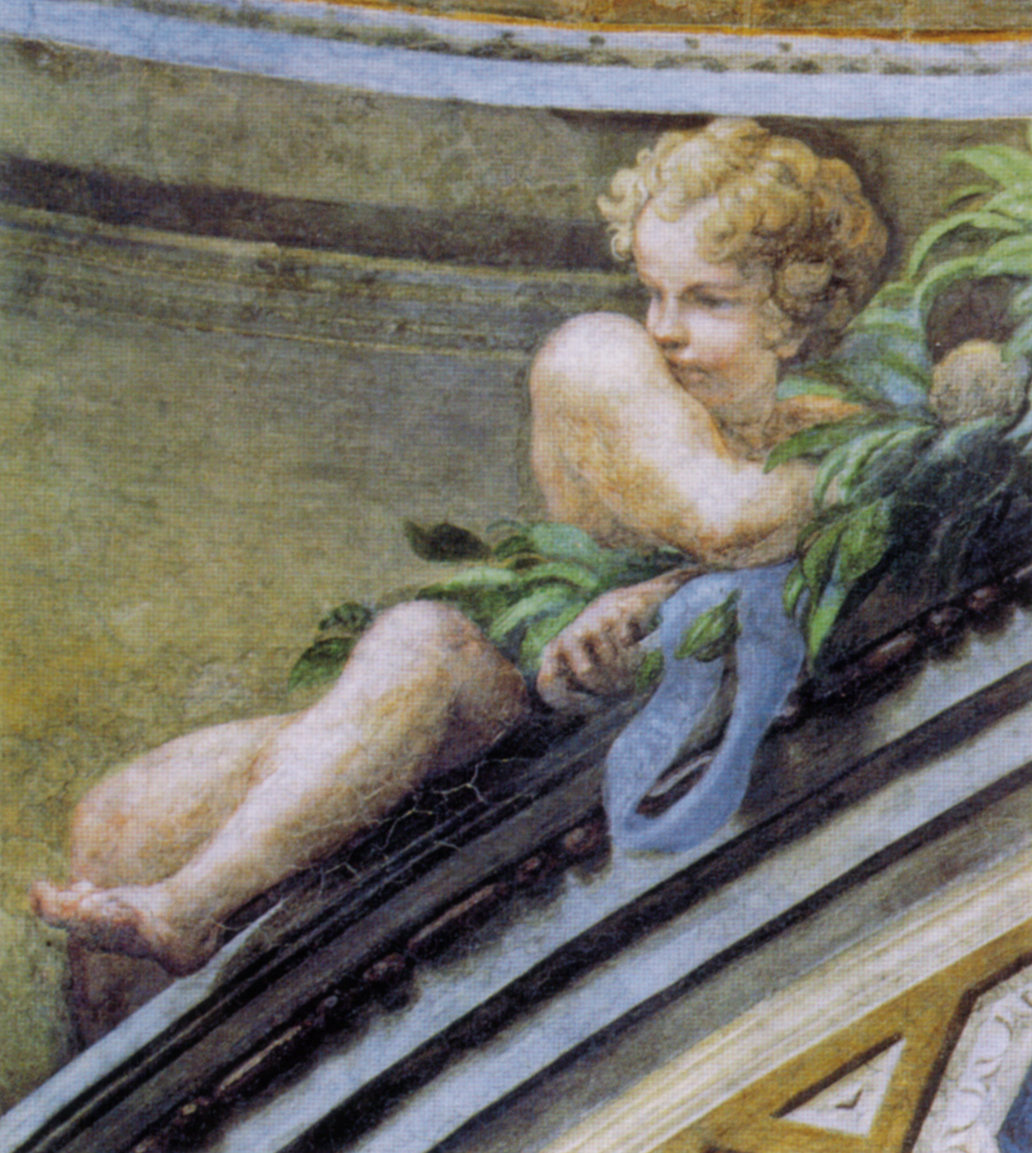
パルミジャニーノがサン・ジョヴァンニ・エヴァンジェリスタ聖堂で制作したプットー。

『聖カタリナの神秘の結婚』（伊: Matrimonio mistico di santa Caterina, 英: Mystic Marriage of Saint Catherine）は、イタリア、ルネサンス期のパルマ派の画家パルミジャニーノが1524年頃に制作した絵画である。油彩。主題はアレクサンドリアの聖カタリナとキリストの神秘的な結婚から取られている。いくつか知られている同主題を扱ったパルミジャニーノの作品の1つで、かつてはパルマのベネディクト会のサン・ジョヴァンニ・エヴァンジェリスタ聖堂が所有していた。現在はパルマ国立美術館に所蔵されている。

## 作品
パルミジャニーノは身を乗り出して聖カタリナの薬指に指輪をつける幼児キリストを描いている。聖カタリナの横には殉教を示すアトリビュートである鉤のついた車輪があり、周囲を天国の金色の光でかすんで見える天使やプットーたちが取り囲んで彼らを見つめている。また聖母マリアの背後には杖を持つ聖ヨセフと、天国の鍵を持つ聖ペテロの姿がある。本作品はパルミジャニーノ独自の洗練された様式と、彼特有のカンジャンテ描法の色調との間での揺れが認められる。パルミジャニーノが本作品を制作した1524年頃は、ちょうどコレッジョがサン・ジョヴァンニ・エヴァンジェリスタ聖堂の装飾事業を進めていた時期に当たる。パルミジャニーノもこれに参加し、コレッジョが描いた10のプットーに交じって1人のプットーを描くという小さな仕事をしている。このパルミジャニーノが描いたプットーはコレッジョを研究しつつもすでに独自の様式が現れている。同様に本作品もコレッジョの様式が混在している。聖母のマントの下に配置されている2人のプットーのうち、左側のプットーはサン・ジョヴァンニ・エヴァンジェリスタ聖堂で描いたものの複製であることや、聖母の背後の年老いた2人の聖人にはコレッジョの影響が認められることが指摘されている。

## 来歴
本作品はもともと神学者であり、第3代パルマ公爵アレッサンドロ・ファルネーゼの侍医として八十年戦争に従軍したティベリオ・デルフィーニ（Tiberio Dolfini）が所有した絵画であり、1586年2月18日に公証人ジョヴァンニ・ルイージ・アミダーニによって作成された遺言書によって、200スクードとともににベネディクト会に遺贈された。遺言書では「パルミジャニーノの手による水彩画に基づく、巧みな手によって油彩で描かれた」作品と記述されている。しかし、パルミジャニーノに関する多くの研究にもかかわらず、現在まで遺言書で触れられている本作品の原型となった水彩画も、それに関する素描も現在まで発見されていない。こうして絵画はベネディクト会のサン・ジョヴァンニ・エヴァンジェリスタ聖堂に設置された。

その後、パルマ国立美術館に所蔵された絵画は、パルマを訪れた作曲家ヨハネス・ブラームスに強い印象を与えた。ブラームスに同行した友人のヨーゼフ・ヴィクトール・ヴィトマンはそのときのことを次のように述べている。

## ギャラリー
パルミジャニーノの同主題の絵画は以下のものが知られている。

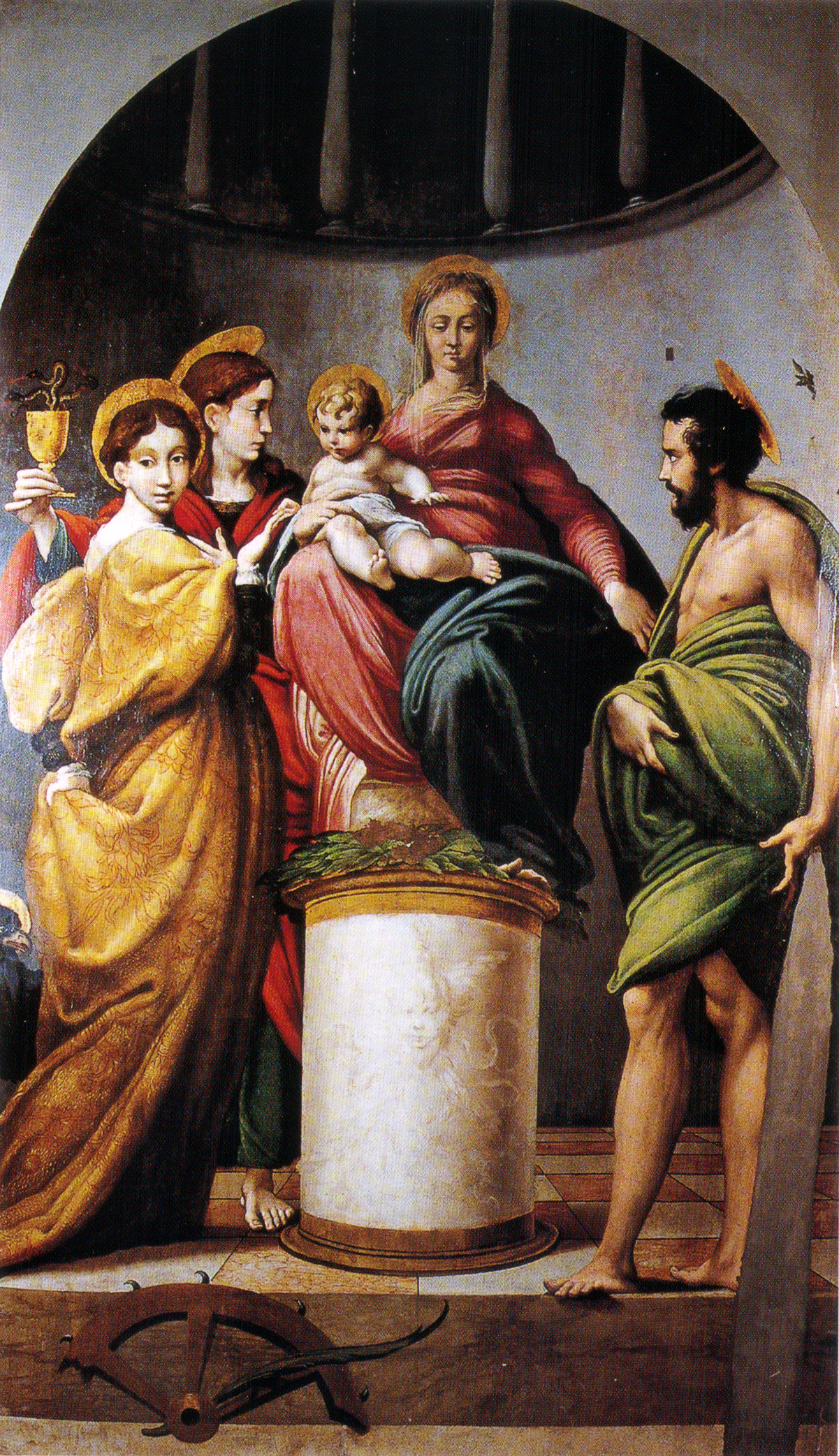
『バルディの祭壇画』1512年 サンタ・マリア・アッドロラータ教会（イタリア語版）所蔵
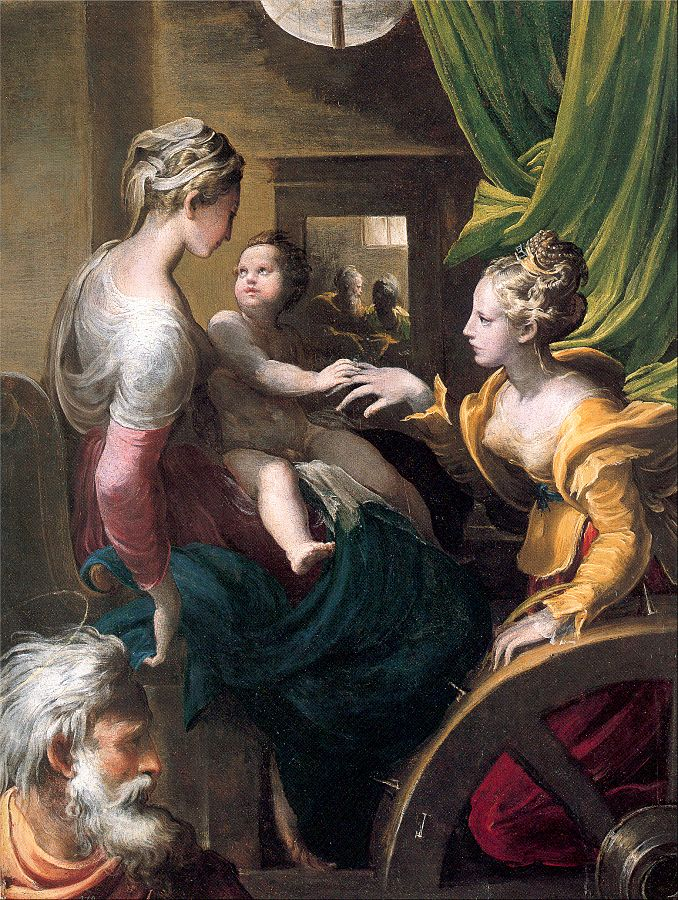
『聖カタリナの神秘の結婚』1529年頃 ロンドン・ナショナル・ギャラリー所蔵
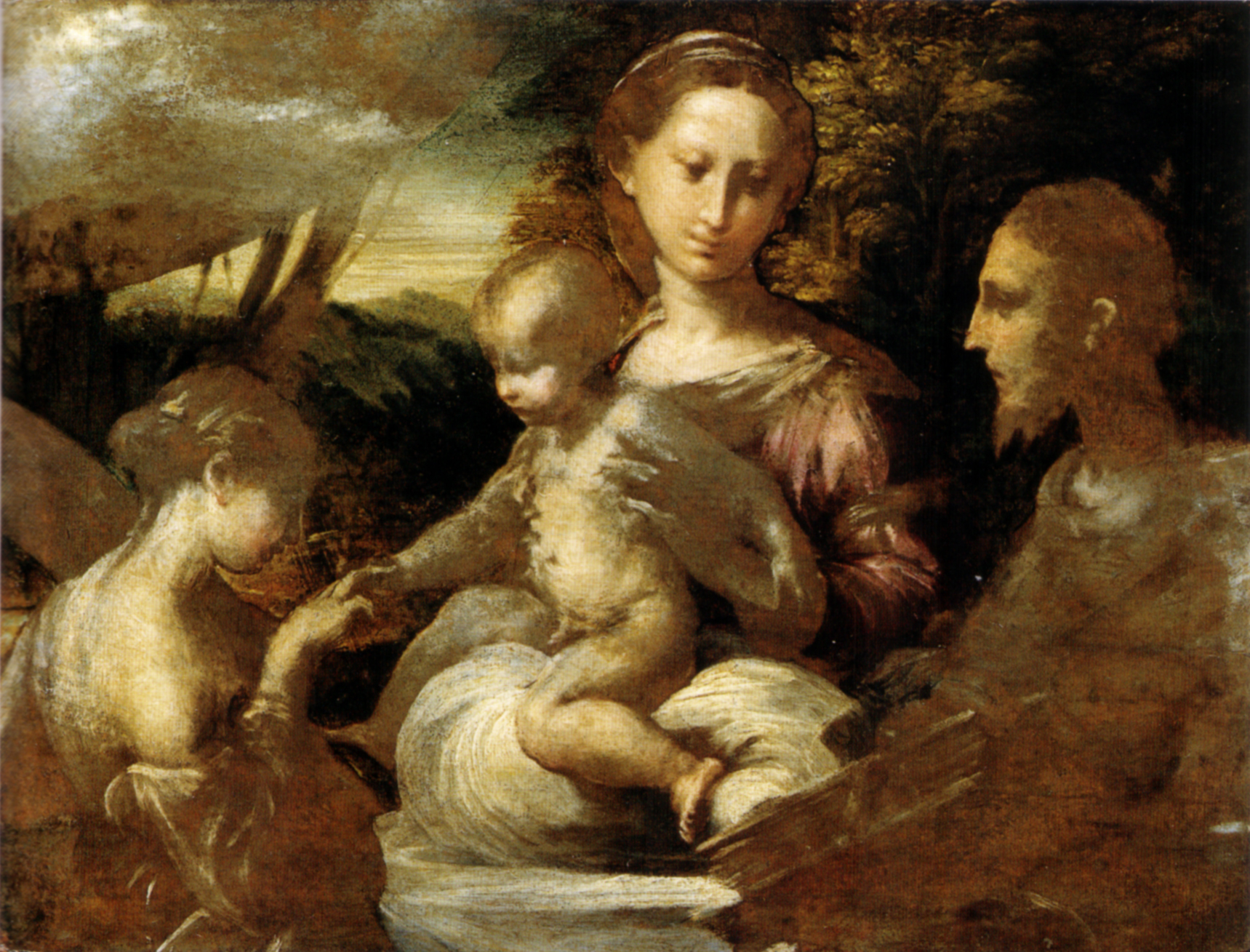
『聖カタリナの神秘の結婚』1529年頃 ルーヴル美術館所蔵